# Stanislaw Padewski
Stanislaw Padewski, né le 18 septembre 1932 et mort le 29 janvier 2017 est un prélat catholique, évêque du diocèse de Kharkiv-Zaporijia. Il était membre de l'ordre des Frères mineurs (franciscains).

## Biographie
Le 13 avril 1995, Stanislaw est nommé évêque titulaire de Tigias (de)